# Bothrorrhina
Bothrorrhina is een geslacht van kevers uit de familie bladsprietkevers (Scarabaeidae). Het geslacht werd voor het eerst wetenschappelijk beschreven in 1842 door Burmeister.

## Soorten
- Bothrorrhina ochreata (Gory & Percheron, 1835)
- Bothrorrhina perrieri Pouillaude, 1914
- Bothrorrhina radama Künckel d'Herculais, 1887
- Bothrorrhina reflexa (Gory & Percheron, 1835)
- Bothrorrhina rolandi Peyrieras & Arnaud, 2000
- Bothrorrhina rufonasuta Fairmaire, 1902
- Bothrorrhina ruteri de Lisle, 1953